# 施塔特洛恩
施塔特洛恩（發音：[ˈʃtatloːn] ⓘ；又译施塔特隆）是德国北莱茵-威斯特法伦州明斯特行政区博尔肯县的城市，面积79.25平方千米，2023年12月31日人口为20,791人。

## 名称
该地史上名称为“北洛恩”（Nordlohn），并与南洛恩（Südlohn）相邻。